# Isolation (Alter Bridge)
Isolation è un singolo del gruppo musicale statunitense Alter Bridge, pubblicato il 10 settembre 2010 in Europa e il 25 ottobre dello stesso anno negli Stati Uniti d'America come primo estratto dal terzo album in studio AB III.

## La canzone
Originariamente descritta dal cantante Myles Kennedy come una «vera traccia pesante», Isolation è caratterizzata da suono più duri e aggressivi rispetto alle precedenti pubblicazioni del gruppo, sia musicalmente che liricamente, e mette in mostra lo stile più hard rock del gruppo, insieme ad elementi di speed metal e una forte melodia, come fatto notare dalla critica specializzata. Il chitarrista Mark Tremonti l'ha descritta come "un brano più ottimista, contenente del vero metal - infatti contiene un intermezzo speed metal", sottolineando che "però ha un ritornello melodico: la melodia è ancora la cosa più importante per noi". Kennedy ha detto riguardo al brano:
Liricamente, il testo di Isolation si distacca dai testi edificanti di molti altri singoli degli Alter Bridge: viene trattato il tormento del sentirsi isolato, e come la capacità di amare ancora possa farti uscire da questo. Kennedy l'ha descritta come un seguito dei temi trattati dalla traccia che la precede nell'album, Slip to the Void, spiegando che «Rappresenta l'idea di come ormai tu sia isolato. Sei in questo nuovo, oscuro posto e [riguarda] come affrontare ciò e le sue ripercussioni.»
In termini di argomenti trattati, l'intero AB III rappresenta una svolta radicale dai primi due album del gruppo. Il pezzo è inoltre unico in quanto l'assolo principale di chitarra è eseguito da Kennedy al posto di Tremonti, che esegue invece due assoli di riempimento.

## Pubblicazione
Il brano ha fatto il proprio debutto sul sito ufficiale della Roadrunner Records il 6 settembre 2010 e in quell'occasione è stato annunciato che sarebbe stato il singolo di lancio di AB III.
Il singolo è stato pubblicato inizialmente in Europa il 10 settembre 2010, ed è stato successivamente immesso negli Stati Uniti il 25 ottobre 2010 attraverso la Capitol Records, una sussidiaria della EMI.

## Video musicale
Il video musicale, diretto da Daniel Catullo, è stato diffuso il 6 dicembre 2010. Questo mostra la vita on the road del gruppo, impegnato tra ottobre e dicembre con le prime date del tour europeo di AB III. Sullo schermo scorrono le immagini di Londra, Parigi, Milano e Roma. Sono presenti anche alcuni spezzoni tratti dal DVD Live from Amsterdam del 2009. La band viene inoltre mostrata durante le prove e mentre interagisce con i fan. Invece di abbinare il video al tema della canzone, la band ha deciso di girarlo come "omaggio ai fan", come sottolineano le parole di Tremonti:

## Tracce
1. Isolation – 4:13

## Classifiche
| Classifica (2010)             | Posizione massima |
| ----------------------------- | ----------------- |
| Stati Uniti (alternative)     | 20                |
| Stati Uniti (mainstream rock) | 1                 |
| Stati Uniti (rock)            | 11                |